# 中壢都會區都市計畫區
中壢都會區都市計畫區位於臺灣桃園市境內，是桃園市政府都市發展局規劃的都市計畫區。

## 背景
此計畫區是由中壢平鎮都市擴大修訂計畫區、中壢（龍岡地區）都市計畫區、中壢（過嶺地區）楊梅（高榮地區）新屋（頭洲地區）觀音（富源地區）都市計畫區、平鎮（山子頂地區）都市計畫區、楊梅都市計畫區、高速公路中壢及內壢交流道附近特定區計畫區、高速公路楊梅交流道附近特定區計畫區都市計畫區整併而成。

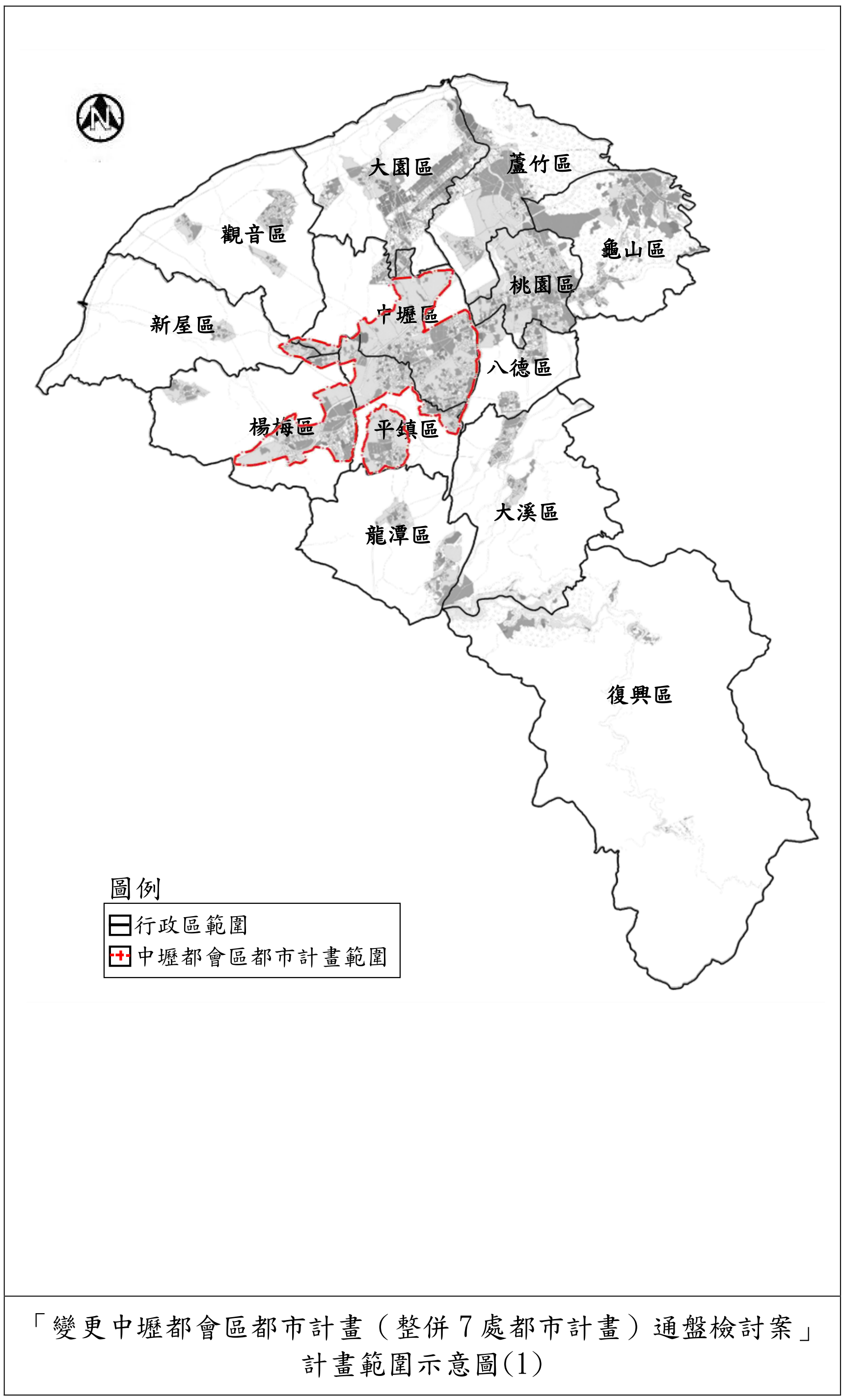
中壢都會區都市計畫區位置圖

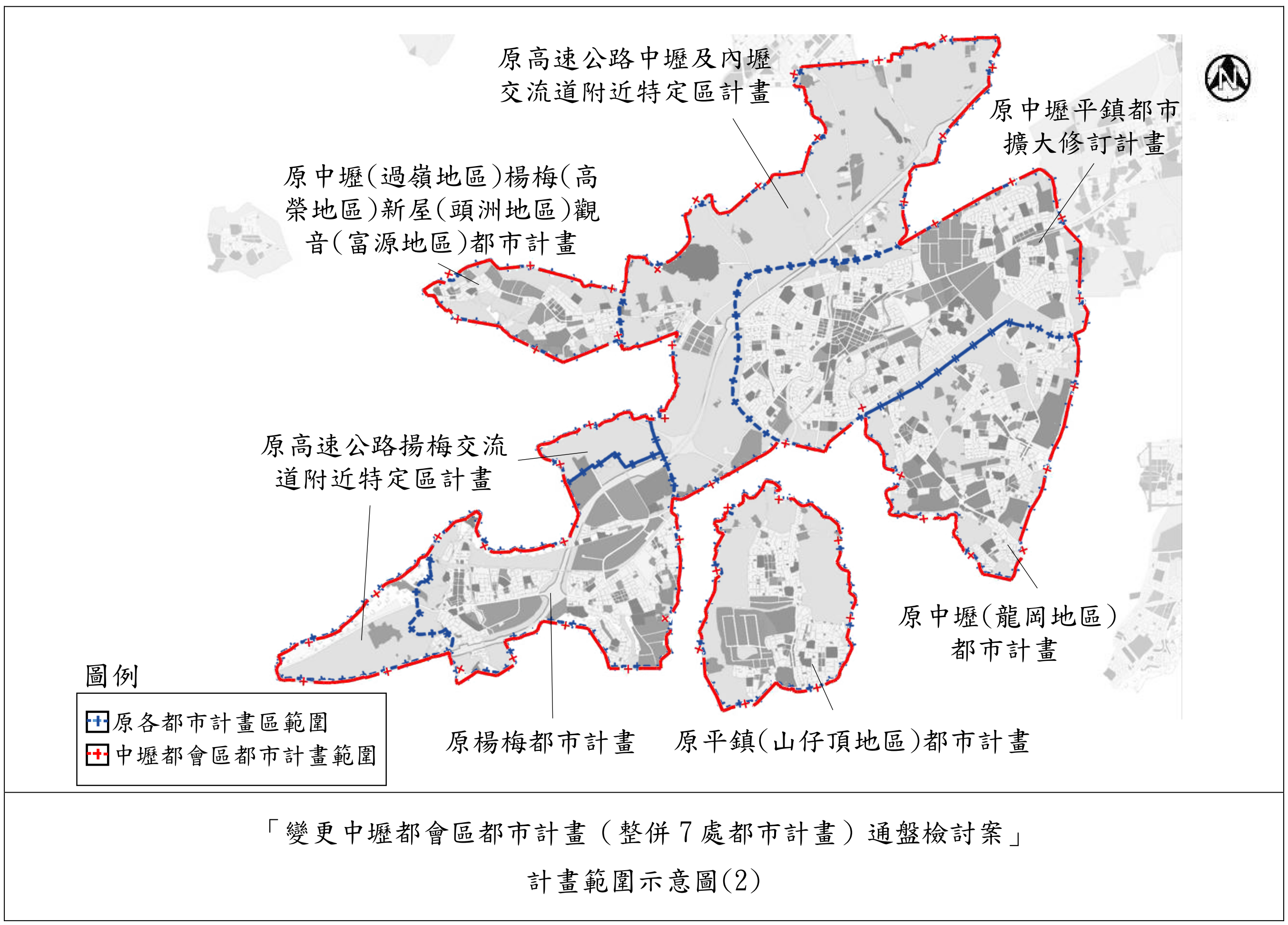
中壢都會區都市計畫區次分區

大中壢都市計畫區是整併「中壢、平鎮都市計畫」、「中壢（龍岡地區）都市計畫」、「高速公路中壢及內壢交流道附近特定區計畫」、「中壢市（過嶺地區）楊梅鎮（高榮地區）新屋鄉（頭洲地區）觀音鄉（富源地區）都市計畫」。

## 外部連結
- 桃園市政府都市發展局（页面存档备份，存于）